# 韓國光復軍
韓國光復軍（韓語：한국 광복군）是第二次世界大战时期大韓民国臨時政府（朝鲜在华流亡政府）的軍隊，1940年9月17日成立于中华民国战时陪都重庆，主要由在华的朝鲜人组成，对日军进行游击战。总司令由池青天（化名李青天）担任，参谋长为李范奭。

## 背景
自日本吞并朝鲜建立殖民统治以来，朝鲜人民抵抗运动不断。1919年爆发的三一运动被镇压后，韩国独立人士在上海建立了大韩民国临时政府，企图逐步将分散于亚洲各地的朝鲜民族运动统一。后由于中国国土的逐步沦陷，韩国临时政府也几经辗转，最终于1940年到达陪都重庆。此时临时政府内部的党派斗争基本结束，新成立的韩国独立党开始执政，朝鲜独立运动人士金九为执行委员长。此时朝鲜独立运动的激进派——金元凤领导的朝鲜民族革命党尚未加入韩国临时政府。

## 组建

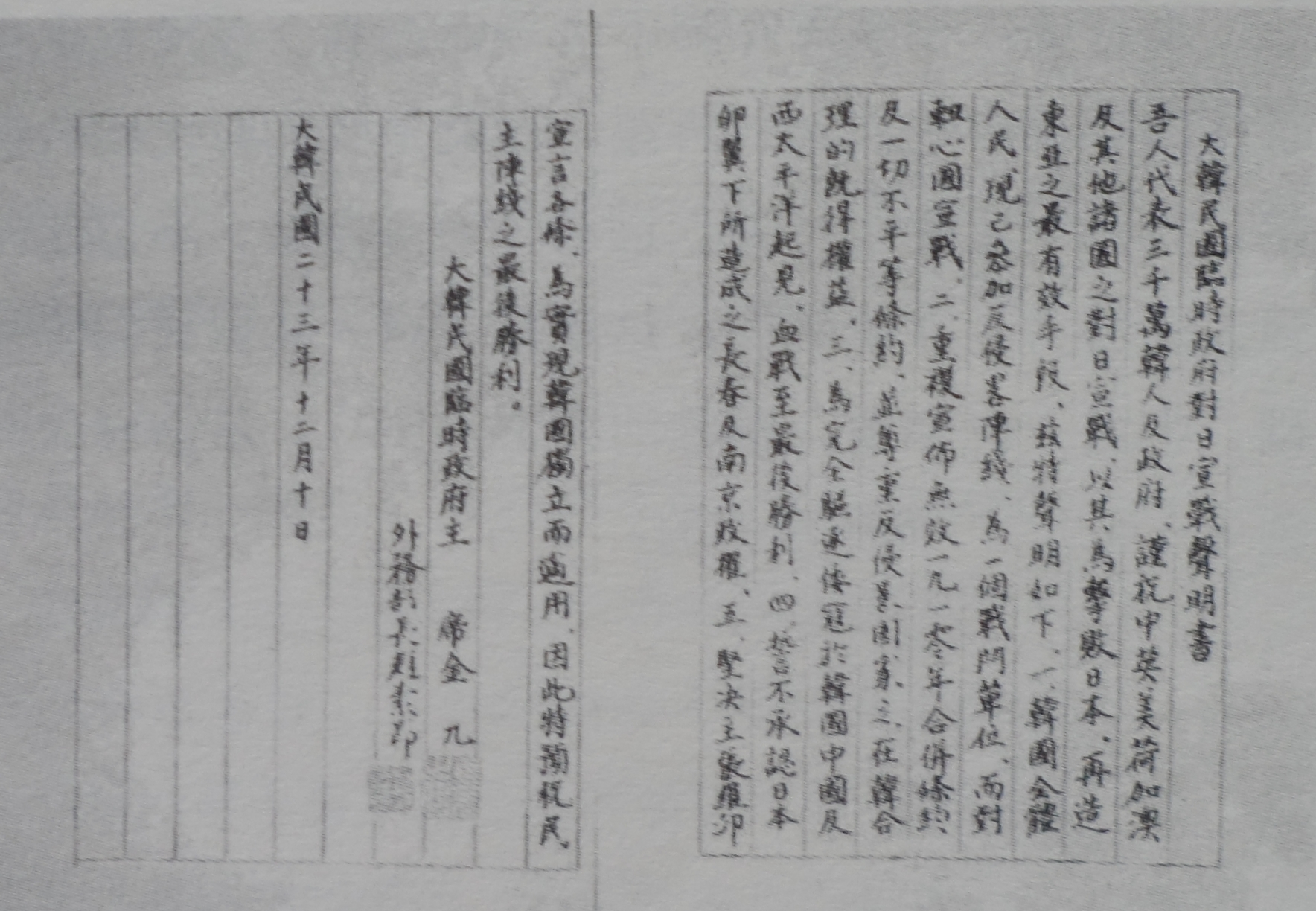
大韩民国临时政府对日宣战书

早在1933年，中国国民政府主席蒋介石曾于南京秘密会见金九，两人用漢文笔谈並密商合作事宜。蒋介石对朝鲜独立运动目前以暗杀行为为主的方針，不以为然，提议朝鲜仁人志士自主建立武装。其后，河南省中央军官学校洛阳分校内开设了韩人特别班，对朝鲜人进行军事培训。1937年7月，韩国临时政府召开国务会议，决定成立军事委员会，着手进行战争。1939年，以金九为首的“光复阵线”与以金元凤为首的“民族阵线”发表联合宣言，号召民族团结一致抗战。1940年，金九发表《韩国独立与东亚和平》向中国官方呼吁请求援助。
1940年9月17日，在中国国民政府的直接援助下，韩国光复军总司令部在重庆嘉陇宾馆正式成立，宋美龄还特别向光复军捐赠慰劳金10万元。光复军总司令由韩国抗日名将池青天担任，参谋长为青山里戰鬥中的英雄李范奭，后者在二战结束后成为大韩民国第一任内阁总理兼国防部长。
金九等发表宜言，声明韩国光复军决“与友邦中国抗日大军并肩杀敌”，“不但调动白山黑水间枕戈待旦的三韩健儿和散在华北一带的白衣大军，更能以此国内的三千万革命大众闻风而起，冲断倭寇的铁蹄锁链而遂行圣洁的天职”。蒋介石的亲信，时任重庆卫戍司令刘峙出席了典礼。包括美军顾问团在内的许多外国客人也参加了成立典礼。同年10月，大韩民国临时政府制定了《光复军司令部组织条例》和《大韩民国临时统帅部管理制度》:207。
在取得蒋介石明确指示后，1941年11月13日，重庆国民政府颁发《光复军九个行动准绳》，将光复军正式纳入中国军事委员会辖下，军服装备等均由中方负担。根据协议，重庆政府抽调部分文官和医疗救护人员对其进行资助。1941年12月10日，大韩民国临时政府对日正式宣战:324。

## 实力增强

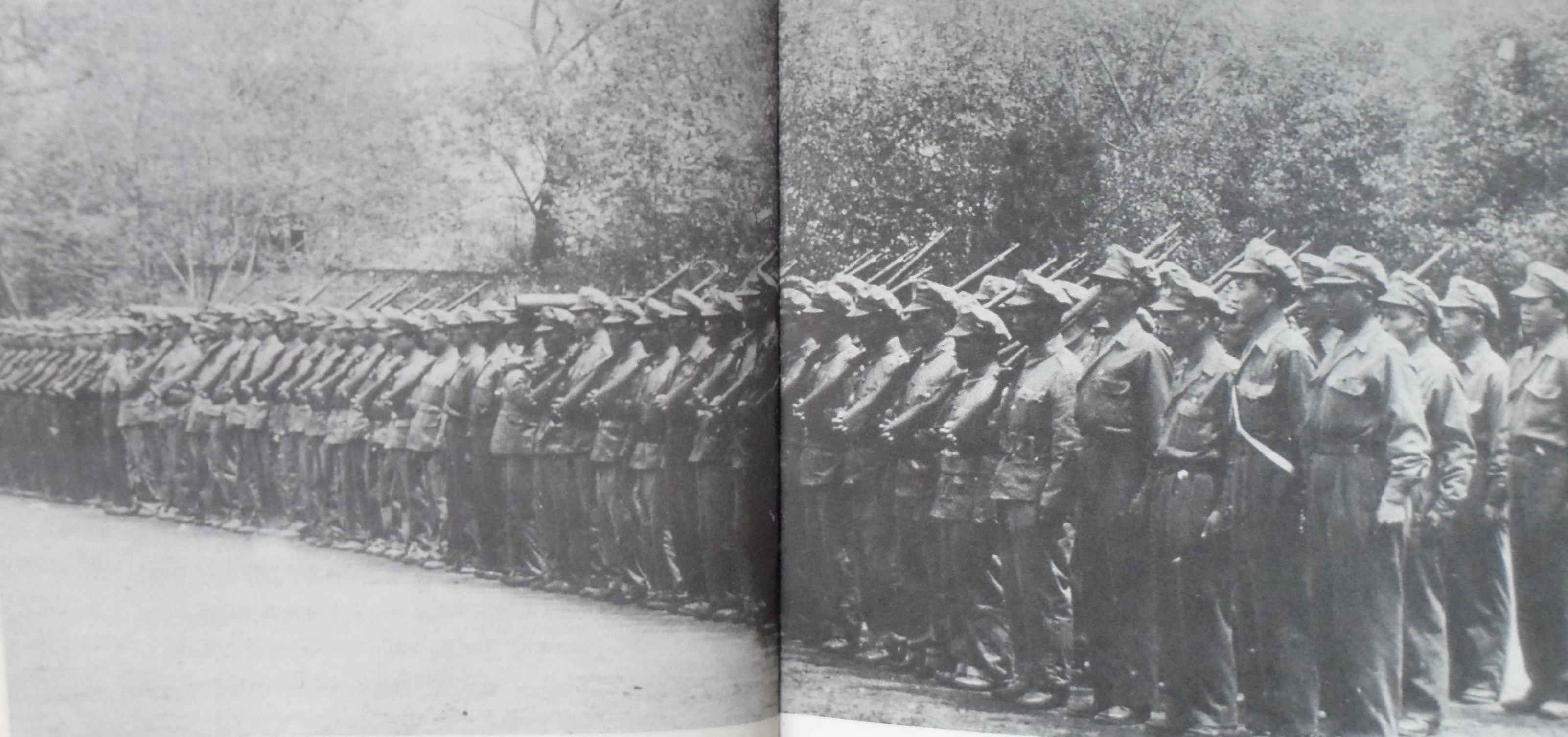
在西安接受检阅的韩国光复军

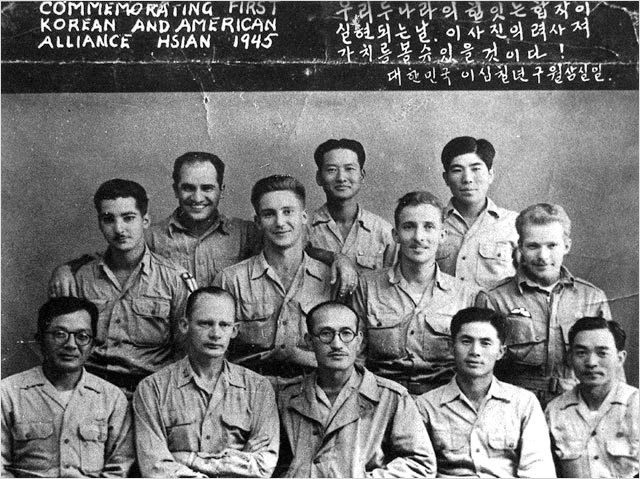
李范奭与美國战略情报局（OSS）教官

光复军成立之初，仅有300人之众，主要由韩国临时政府内部人士构成。1941年l0月，蒋介石采取措施，将光复军与另一支朝鲜抵抗军队朝鲜义勇队两者都置于中国军事委员会统辖之下，并编入中国军队从而合二为一。其后，朝鲜独立运动的另一大派别朝鲜民族革命党宣布加入韩国临时政府，金元凤领导其朝鲜义勇队于1942年5月正式加入光复军。原韩国光复军第1、2、5支队合并成第2支队。民族革命党的武装力量朝鲜义勇队被改编成为光复军第1支队。同年9月，韩国光复军总司令部由重庆前往西安:324。
1943年8月，韩国光复军向印缅战区派了工作队，参加了英军对日的作战。同年9月，中国方面决定恢复大韩民国临时政府对韩国光复军的管辖。1944年8月23日，韩国光复军重新获得作战和其它军事行动的自主权:324。
1944年10月，韩国光复军与美国战略情报局（OSS）取得了联系，探讨韩美联合在韩国作战的可能性。1945年1月，美军上尉受李范奭的邀请访问了西安第2支队总部。之后，大韩民国临时政府决定力促韩美军事合作，让美国OSS教官负责对第2支队的训练，以便在适当时候将受训人员投入战斗:324。韩国光复军司令总部从重庆迁往西安后，兵力由起初的几百人发展到5万多人。

## 作用
光复军积极参加了中国抗日战争，在对日本方面的宣传、情报刺探以及争取国际援助等方面做了大量工作。光复军在河北省、熱河省、湖北省、山西省、山東省、安徽省、江西省等地对日军展开了游击战，但实际上因战斗效果欠佳而未被日本收入作战记录中。

## 战后
日本投降后，美国與蘇聯两国以三八线为界，分别軍事占領朝鲜南北，韩国临时政府的面临着许多亟待解决的问题。1945年8月24日，蒋介石发表了《完成民族主义，维持国际和平》的讲演，明确表示应“恢复高丽的独立自由”，并借给韩国临时政府法币1亿元、美金20万。1945年11月23日，大韩民国临时政府迁回朝鲜，光复军也于1946年返国。

## 军衔

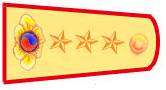
上将 (정장,正將)
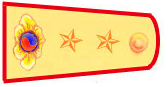
中将 (부장,副將)
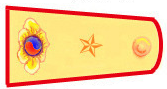
少将 (참장,參將)
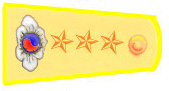
上校 (정령,正領)
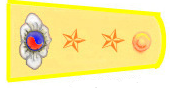
中校 (중령,副領)
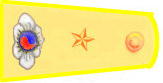
少校 (참령,參領)
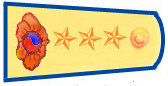
上尉 (정위,正尉)
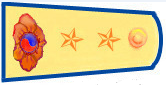
中尉 (부위,副尉)
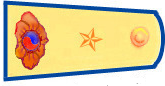
少尉 (부사,參尉)
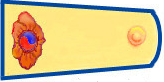
准尉 (준위,准尉)
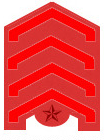
特务上士 (특무상사)
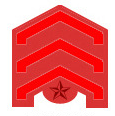
上士 (상사,正士)
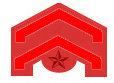
中士 (중사,副士)
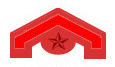
下士 (하사,參士)
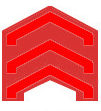
上等兵 (상등병)
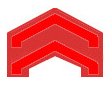
一等兵 (일등병)
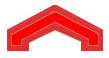
二等兵 (이등병)

## 军服

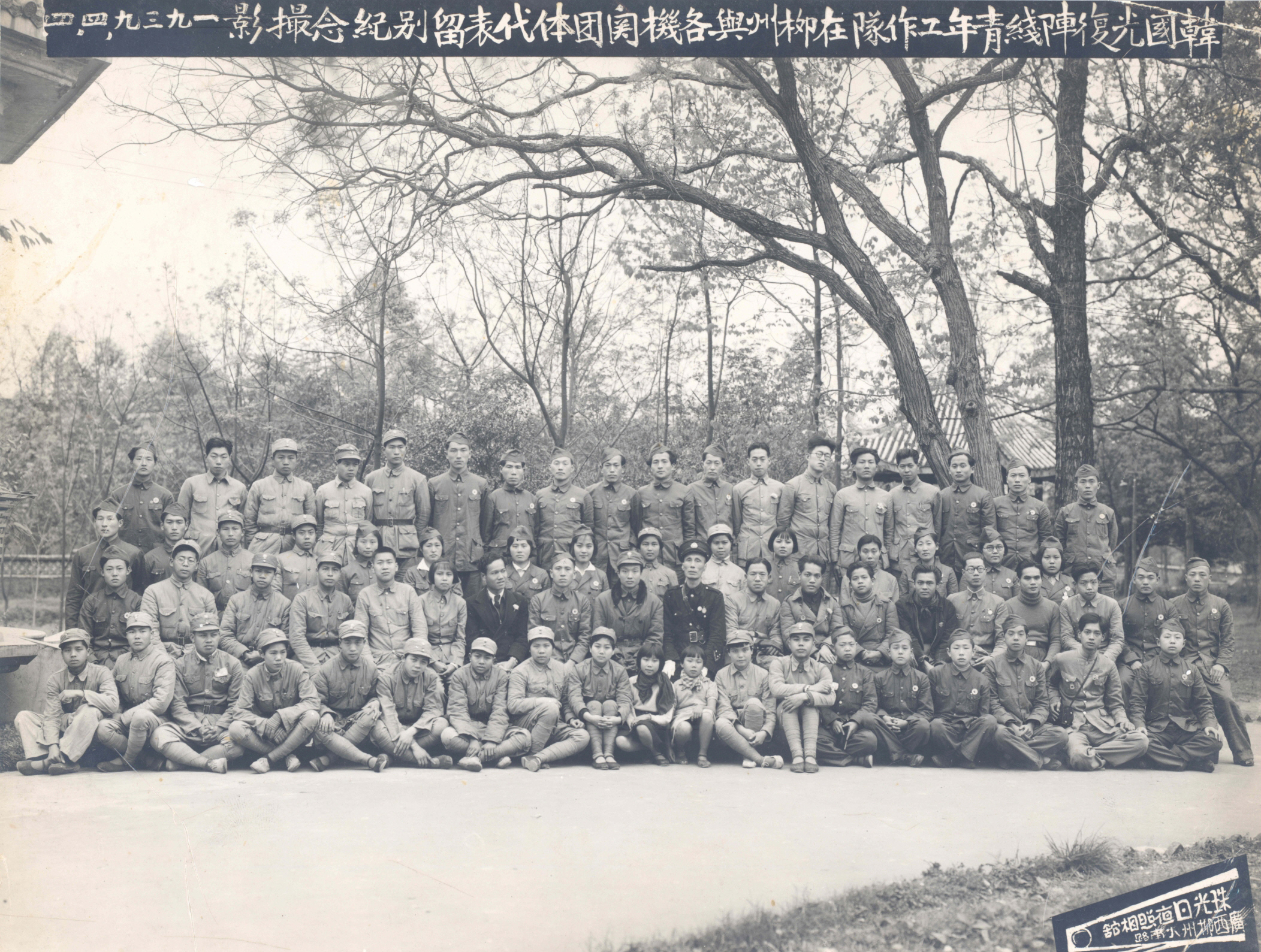
韩国光复战线青年工作队，有同国民革命军同一种军装，也是中山装(1939年，柳州)
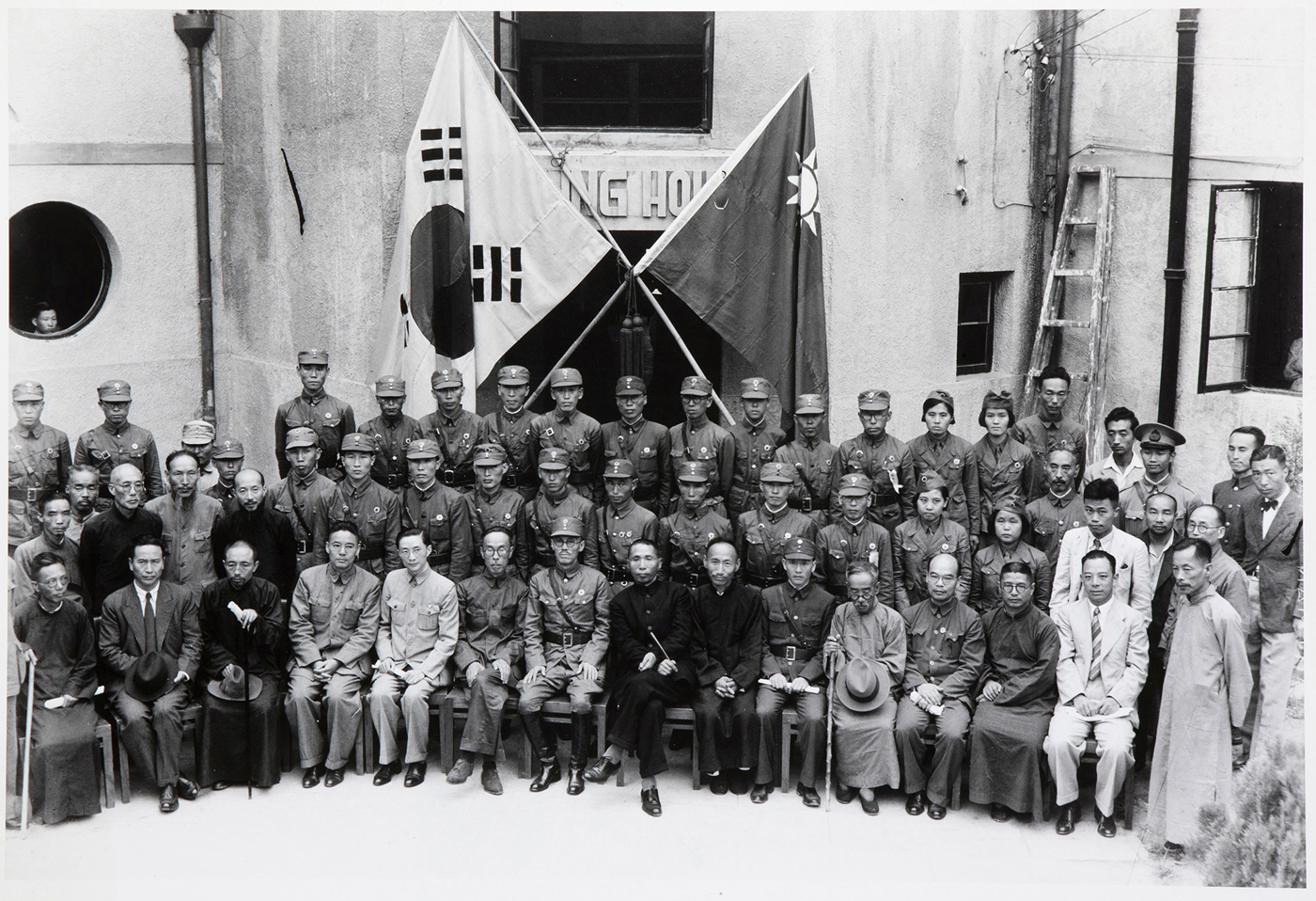
韩国光复军官兵，同国民革命军穿同一种军装，但帽徽不同，光復軍帽徽為太極，國軍則為青天白日(1940年9月，重慶)
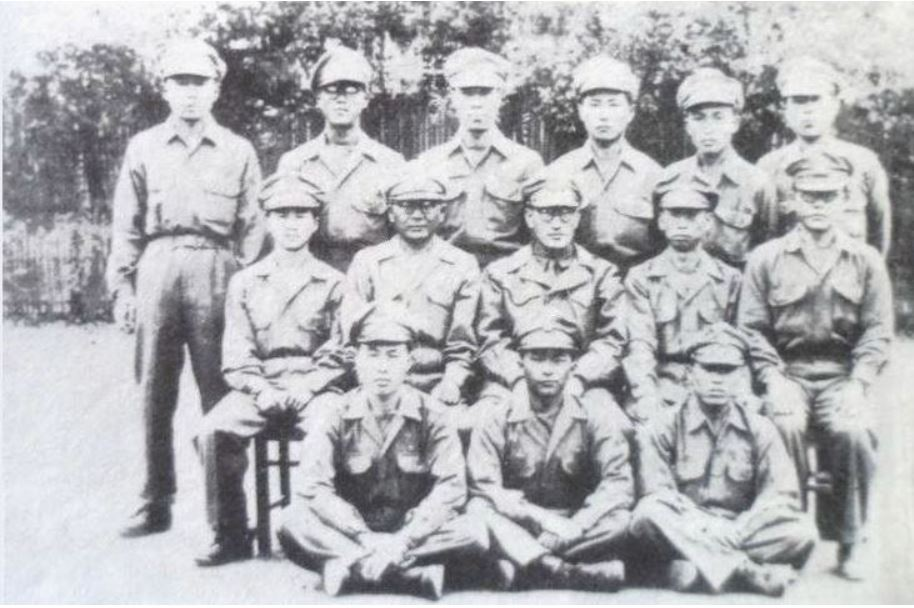
光復軍第2支隊隊員。
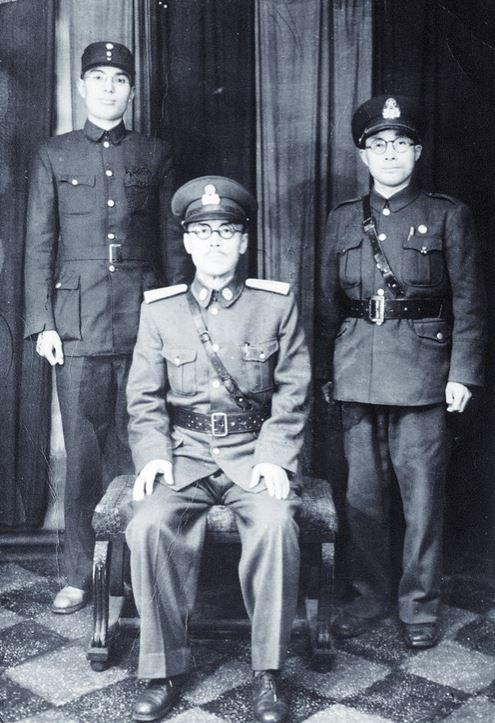
穿1945年制定的光复军制服的池青天总司令(中央)、金学奎(右)
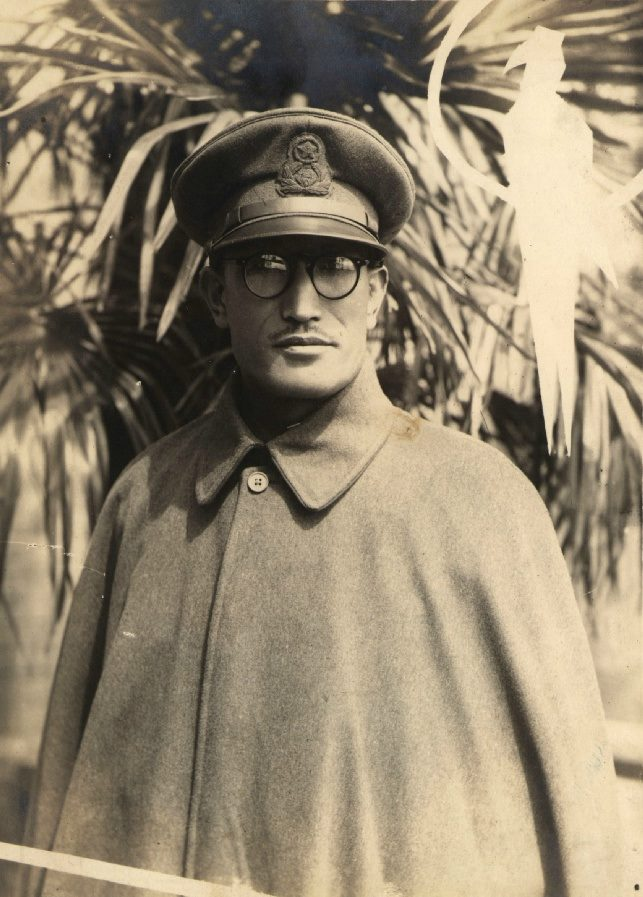
佩戴光復軍军帽的李範奭
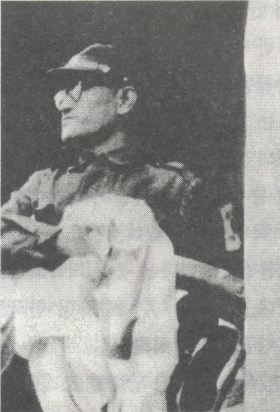
光复军指挥官李范奭
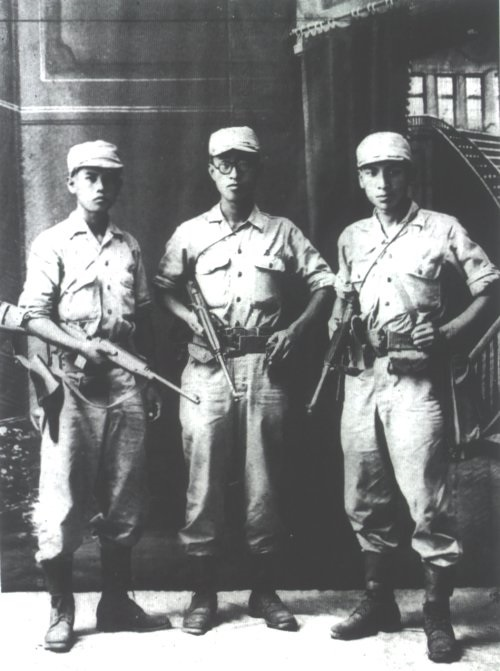
1945 年 8 月 20 日，等待作为光复军返回韩国的鲁能瑞、金俊烨和张俊河（由左至右）。
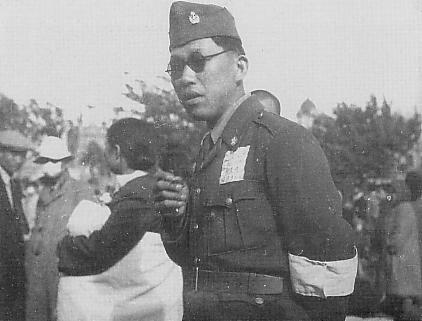
光复军士兵（1946年）

## 延伸阅读
- 事与愿违的援助：国民政府与韩国光复军之组建[永久]